# Carlos Barbosa (kommun)
Carlos Barbosa är en kommun i Brasilien.   Den ligger i delstaten Rio Grande do Sul, i den södra delen av landet, 1 600 km söder om huvudstaden Brasília. Antalet invånare är 25 193.
Följande samhällen finns i Carlos Barbosa:
- Carlos Barbosa

I omgivningarna runt Carlos Barbosa växer i huvudsak städsegrön lövskog. Runt Carlos Barbosa är det ganska tätbefolkat, med 93 invånare per kvadratkilometer.